# Forze armate della Bosnia ed Erzegovina
Le forze armate della Bosnia ed Erzegovina (in serbo-croato e in bosniaco: Oružane snage Bosne i Hercegovine, OSBiH, Оружане снаге Босне и Херцеговине, ОСБИХ) sono le forze armate ufficiali della Bosnia ed Erzegovina. Le forze armate della Bosnia ed Erzegovina vennero ufficialmente unificate nel 2005 e sono composte da due eserciti fondatori: l'Esercito della Federazione di Bosnia ed Erzegovina bosniaco-croato e l'Esercito della Repubblica Serba di Bosnia ed Erzegovina serbo-bosniaco.
Il Ministero della Difesa della Bosnia ed Erzegovina, fondato nel 2004, è a capo delle Forze armate della Bosnia ed Erzegovina.

## Catena di comando
In conformità con la Costituzione della Bosnia-Erzegovina (articolo 5.5a), la Legge della Difesa della Bosnia-Erzegovina e la Legge del Servizio della Bosnia-Erzegovina il comandante civile supremo delle forze armate Bosnia-Erzegovina è la presidenza collettiva di Bosnia ed Erzegovina. La presidenza collettiva dirige il Ministero della Difesa della Bosnia-Erzegovina e le forze armate. Gli ex ministri della difesa della Bosnia ed Erzegovina includono Nikola Radovanović, Selmo Cikotić e Muhamed Ibrahimović. L'attuale ministro della Difesa della BiH è Marina Pendeš. Gli ex capi dello stato maggiore congiunto delle OSBiH includono il tn. gen. Sifet Podžić, il tenente generale Miladin Milojčić e il tenente generale Anto Jeleč. L'attuale capo di stato maggiore congiunto della Bosnia-Erzegovina è il tenente generale Senad Mašović. La coscrizione venne completamente abolita in Bosnia ed Erzegovina a partire dal 1º gennaio 2006.

## Legge della Difesa
La Legge della Difesa della Bosnia ed Erzegovina affronta le seguenti aree: le forze armate della Bosnia ed Erzegovina, le istituzioni governative, le giurisdizioni e la struttura delle entità, il bilancio e il finanziamento, la composizione delle forze armate della Bosnia ed Erzegovina, la dichiarazione di guerra, i disastri naturali, i conflitti di interessi e la professionalità Giuramento alla Bosnia Erzegovina, bandiere, inno e insegne militari e ordini di transizione e finali.

## Storia
Le forze armate della Bosnia ed Erzegovina vennero formate dai tre eserciti del periodo della guerra bosniaca: l'Esercito della Repubblica di Bosnia ed Erzegovina bosniaco, l'Esercito della Repubblica Serba di Bosnia ed Erzegovina serbo e il Consiglio di difesa croato.
L'Esercito della Repubblica di Bosnia ed Erzegovina venne creata il 15 aprile 1992 durante i primi giorni della guerra in Bosnia. Prima che l'ARBiH venisse formalmente creata, esisteva la Difesa Territoriale, una forza militare ufficiale della Repubblica di Bosnia ed Erzegovina, e una serie di gruppi paramilitari come i Berretti Verdi, la Lega Patriottica e gruppi di protezione civile, così come molte bande criminali e gruppi di polizia e militari professionisti. L'Armata venne formata in circostanze povere, con un numero molto basso di carri armati, APC e nessuna attività dell'aviazione militare. L'Armata era diviso in corpi d'armata, ogni corpo d'armata era di stanza in un territorio. Il primo comandante fu Sefer Halilović.
L'Esercito della Repubblica Serba di Bosnia ed Erzegovina venne creato il 12 maggio 1992. Prima che il VRS venisse formalmente creato, vi erano una serie di gruppi paramilitari come la Srpska Dobrovoljacka Garda, le Beli Orlovi, così come alcuni volontari russi, greci ed altri. L'esercito venne dotato dell'equipaggiamento dell'ex ENJ. Aveva circa 200 carri armati, per lo più T-55 e 85 M-84, e 150 APC con diversi pezzi di artiglieria pesante. La difesa aerea della VRS abbatté diversi aerei, come gli F-16, i Mirage 2000, gli F-18 e un MiG-21 dell'Aeronautica militare Croata. Il VRS ricevette il sostegno dell'esercito jugoslavo e della RFJ.
Il Consiglio di difesa croato era la principale formazione militare della Repubblica Croata dell'Erzeg-Bosnia durante la guerra in Bosnia. Fu la prima forza militare organizzata con l'obiettivo di controllare le aree popolate croate, costituita l'8 aprile 1992. Si andava da uomini armati di fucili da caccia assegnati a compiti di difesa dei villaggi a brigate organizzate, in uniforme e ben equipaggiate, che tuttavia impiegavano soldati part-time. Col passare del tempo, le forze del HVO divennero sempre meglio organizzate e più "professionali", ma fu solo all'inizio del 1994 che il HVO cominciò a formare le cosiddette brigate della Guardia, unità mobili munite di soldati di professione a tempo pieno.
Nel 1995-96, una forza di pace internazionale (IFOR) di 60.000 uomini, guidata dalla NATO, servì in Bosnia ed Erzegovina a partire dal 21 dicembre 1995, per l'attuazione e il monitoraggio degli aspetti militari degli Accordi di Dayton. All'IFOR successe una Forza di Stabilizzazione più piccola, guidata dalla NATO, o SFOR. Il numero delle truppe della SFOR venne ridotto prima a 12.000 e poi a 7.000 uomini. la SFOR fu a sua volta sostituita da una forza ancora più piccola, guidata dall'Unione europea, l'EUFOR Althea. A partire dal 2004, l'EUFOR Althea contò circa 7000 uomini.

### Il programma bosniaco Train and Equip
Il programma di addestramento ed equipaggiamento dell'esercito della Federazione bosniaca dopo la firma dell'accordo di pace di Dayton nel 1995 è stato un elemento chiave della strategia degli Stati Uniti per portare una pace stabile in Bosnia. Il programma Train and Equip ha anche calmato le preoccupazioni di alcuni membri del Congresso circa l'impegno delle truppe statunitensi nel servizio di mantenimento della pace in Bosnia. La creazione di un esercito della Federazione stabile e funzionante in grado di scoraggiare l'aggressione serba aveva la prospettiva di consentire alle truppe della NATO e degli Stati Uniti di ritirarsi dalla Bosnia entro il mandato di 12 mesi originale, che l'amministrazione assicurò al Congresso tutto ciò che sarebbe stato necessario per stabilizzare il paese.
| Nazione                        | Fondi       | Equipaggiamento |
| ------------------------------ | ----------- | --- |
| Emirati Arabi Uniti            | $15 milioni | $120 milioni di equipaggiamento • 36 obici da 105mm • 50 carri armati AMX30 e 31 veicoli blindati ML90 • 8 veicoli da trasporto |
| Stati Uniti                    |             | $109 milioni di equipaggiamento e servizi • 45 carri armati M60A3, 80 veicoli trasporto truppe M113A2, 240 camion pesanti • 15 elicotteri UH-1H • 116 cannoni da campagna da 155mm e 840 armi anticarro leggere AT-4 • 1.000 mitragliatrici M-60 e 46.100 fucili M-16 • JANUS e software di simulazione Comando e Stato Maggiore BBS • 2.342 radio, 4.100 telefoni tattici, binocoli |
| Arabia Saudita                 | $50 milioni | |
| Kuwait                         | $50 milioni | |
| Brunei                         | $27 milioni | |
| Qatar                          |             | $13 milioni di equipaggiamento • 25 veicoli trasporto truppe |
| Malesia                        | $10 milioni | |
| Egitto                         |             | $3,8 milioni di equipaggiamento • 16 cannoni da campagna da 130mm • 12 obici da 122mm e 18 armi antiaeree da 23mm |
| Turchia                        |             | $2 milioni d'equipaggiamento • 10 carri armati T-55 |
| Valore totale: $ 399,8 milioni |             | |

Il programma condusse una "revisione del programma internazionale" nell'aprile 1998 per dimostrare ai partner statunitensi di essere stato ben gestito e di successo e per sollecitare ulteriori contributi. All'evento parteciparono 20 paesi donatori attuali e potenziali e prevalse un'aria di soddisfazione.
L'accordo di pace di Dayton lasciò il paese con tre eserciti sotto due comandi: gli eserciti bosniaco e croato bosniaco all'interno della Federazione di Bosnia ed Erzegovina, di fronte ai loro recenti avversari l'esercito della Republika Srpska. Queste tre forze insieme avevano circa 419.000 dipendenti tra regolari e riservisti.  Le dimensioni e l'orientamento di questa forza erano totalmente in contrasto con la visione dei pacificatori internazionali. Avvennero lente riduzioni. Nel 2004, le due fazioni in guerra avevano ridotto le loro forze a 12.000 regolari e 240.000 riservisti, ma non avevano praticamente fatto progressi nell'integrare i due eserciti in una nuova forza, sebbene le basi di un Ministero della Difesa dello stato fossero state istituite tramite il Comitato permanente su Questioni militari (SCMM). Continuò la coscrizione per periodi di circa quattro mesi, i cui costi appesantirono entrambe le entità.
La ristrutturazione dei tre eserciti nelle forze armate della Bosnia ed Erzegovina rappresenta parte di un più ampio processo di "ispessimento" delle istituzioni statali centrali in Bosnia ed Erzegovina. Al fine di mitigare alcune delle potenziali controversie sulla ristrutturazione, l'Ufficio dell'Alto rappresentante (OHR) fece uso di prove di negligenza nelle istituzioni militari della Republika Srpska. In primo luogo, dal 2002 in poi, l'OHR utilizzò uno scandalo per la fornitura di parti e di assistenza all'Iraq in violazione di un embargo delle Nazioni Unite (il cosiddetto affare Orao) per sostenere la causa di riportare la governance degli eserciti al livello delle istituzioni centrali. A seguito di ciò, nel 2004, il processo venne accelerato, attingendo la sua giustificazione da nuove prove di materiale e altre forme di supporto che fluiscono dalle forze armate della Republika Srpska all'indiziato del TPIJ Ratko Mladić. L'OHR condannò la "connivenza sistematica dei membri di alto rango delle forze armate della RS" e osservò che erano state prese in considerazione misure per affrontare tali carenze sistematiche. Questo venne rapidamente seguito dall'espansione del mandato per una Commissione per la riforma della difesa, che alla fine portò al consolidamento di tre forze armate in una, governata a livello di stato centrale.
Quando le OSBiH congiunte iniziarono a svilupparsi, le truppe cominciarono ad essere inviate all'estero. La Bosnia ed Erzegovina schierò un'unità di 37 uomini per distruggere munizioni e sgombrare mine, oltre a 6 membri del personale di comando come parte della coalizione multinazionale in Iraq. L'unità venne schierata per la prima volta a Fallujah, quindi alla base aerea di Talil e ora si trova a Camp Echo. Nel dicembre 2006, il governo bosniaco prorogò il suo mandato a giugno 2007. La Bosnia ed Erzegovina aveva in programma d'inviare altri 49 soldati della 6ª Divisione fanteria in Iraq nell'agosto 2008, la loro missione sarebbe stata quella di proteggere/sorvegliare Camp Victory a Baghdad.

## Struttura

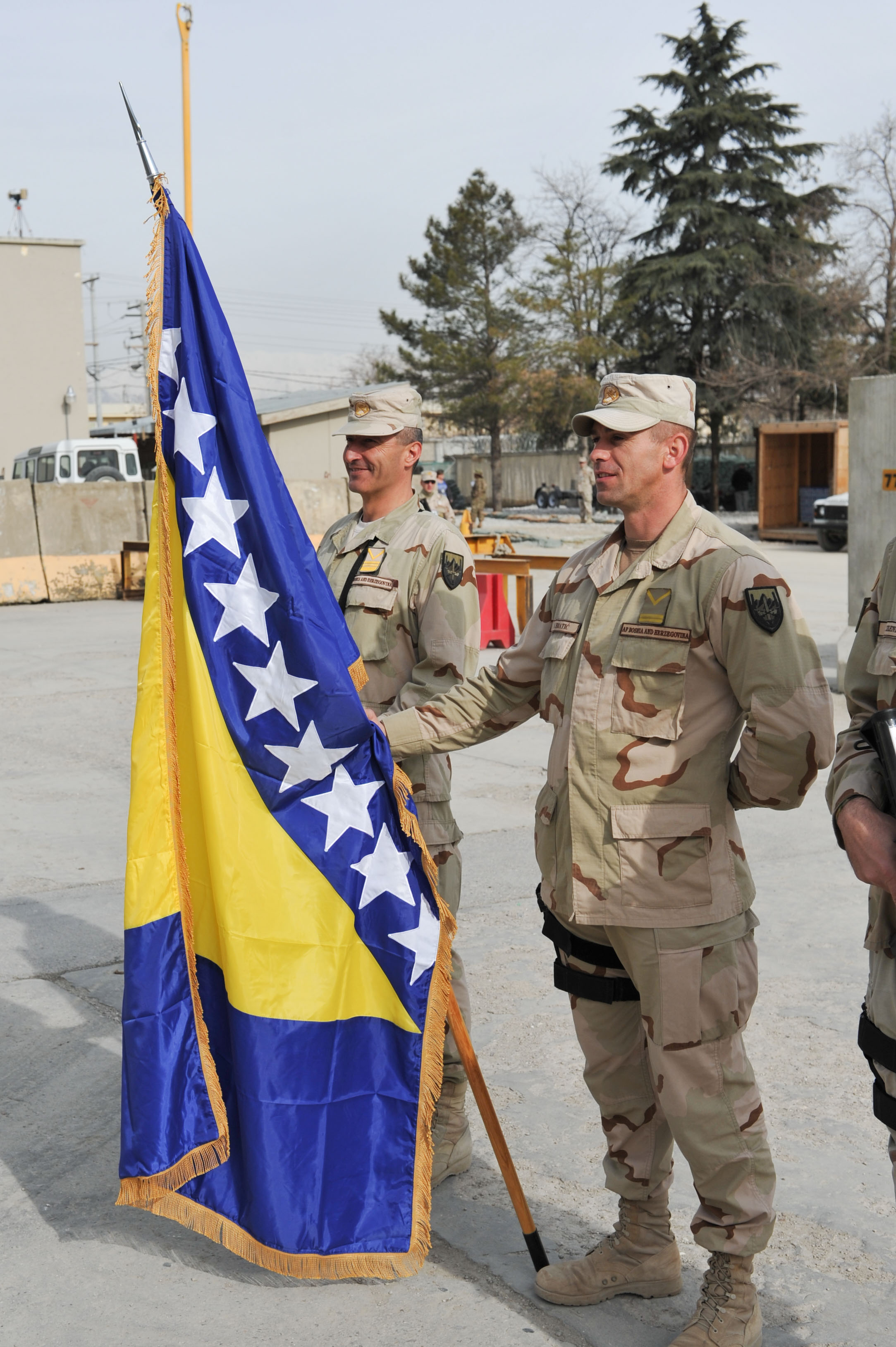
Truppe bosniache dell'ISAF mostrano la loro bandiera nazionale.

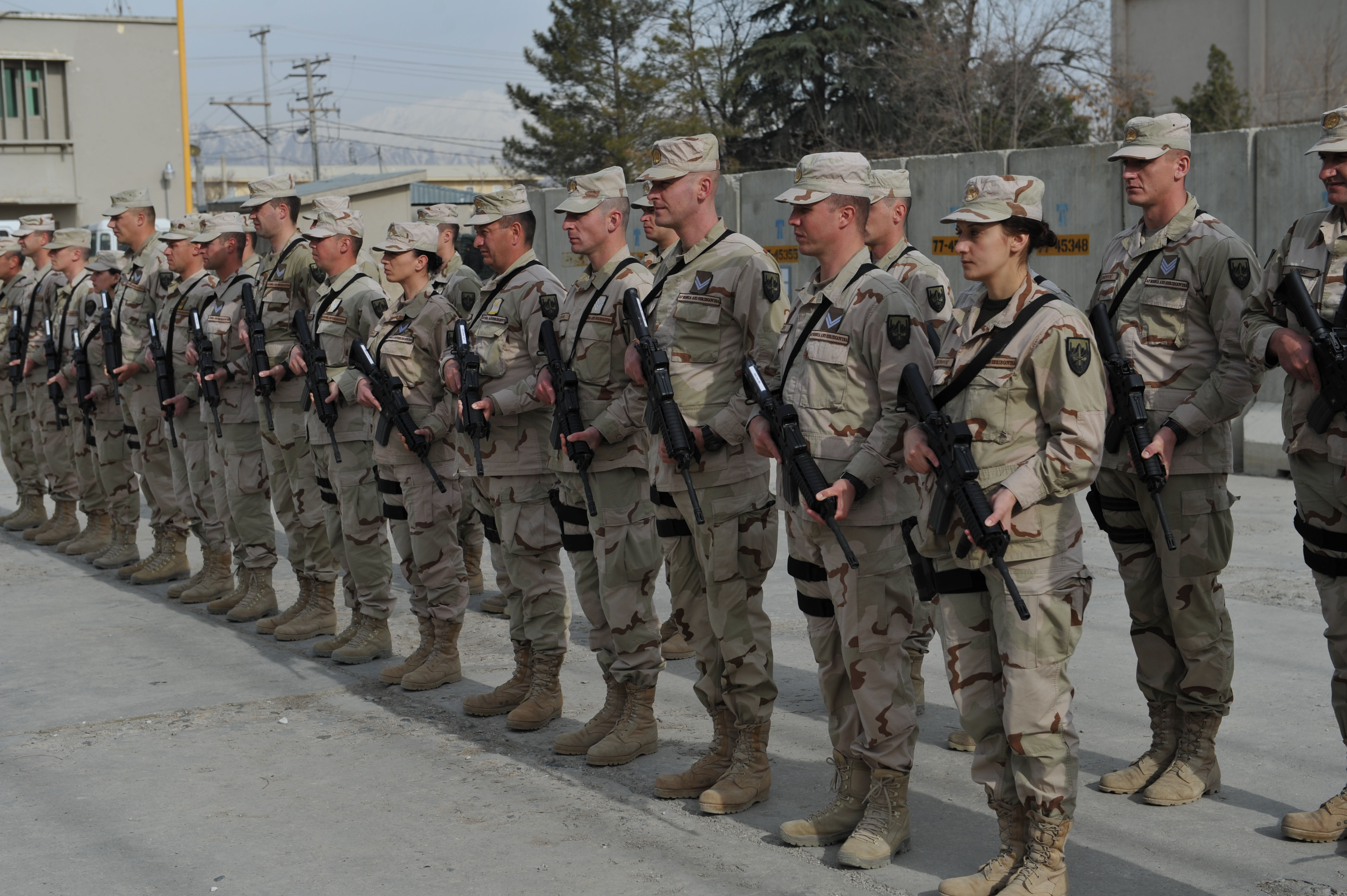
Truppe bosniache ISAF in riga, in attesa per la marcia generale del tenente Anto Jeleč.

Le unità militari sono comandate dallo Stato Maggiore congiunto delle Forze Armate della Bosnia ed Erzegovina a Sarajevo. Ci sono due principali comandi nello Stato Maggiore congiunto: il Comando Operativo ed il Comando di Supporto.
Ci sono tre reggimenti che sono formati ciascuno dai soldati dei tre gruppi etnici della Bosnia ed Erzegovina: bosniaci, croati e serbi e affondano le loro radici negli eserciti che vennero creati durante la guerra in Bosnia-Erzegovina. Questi reggimenti hanno le loro insegne etniche distinte e sono costituiti da tre battaglioni attivi ciascuno. I quartier generali dei reggimenti non hanno deleghe operative. Sulla base della Legge sul Servizio nelle forze armate della Bosnia ed Erzegovina, il quartier generale del reggimento svolge i seguenti compiti: gestire il museo del reggimento, monitorare il fondo finanziario del reggimento, preparare, studiare ed apprezzare la storia del reggimento, pubblicare i bollettini del reggimento, conservare il patrimonio culturale e storico, fornire indicazioni sulla tenuta delle cerimonie speciali, dare indicazioni sui costumi, sull'abbigliamento e sul portamento del reggimento, sulla condotta ufficiale, sui sottufficiali e sui club militari. Ogni reggimento divide equamente tre battaglioni tra le tre brigate attive dell'Esercito.

### Stato Maggiore congiunto delle Forze Armate di Bosnia ed Erzegovina

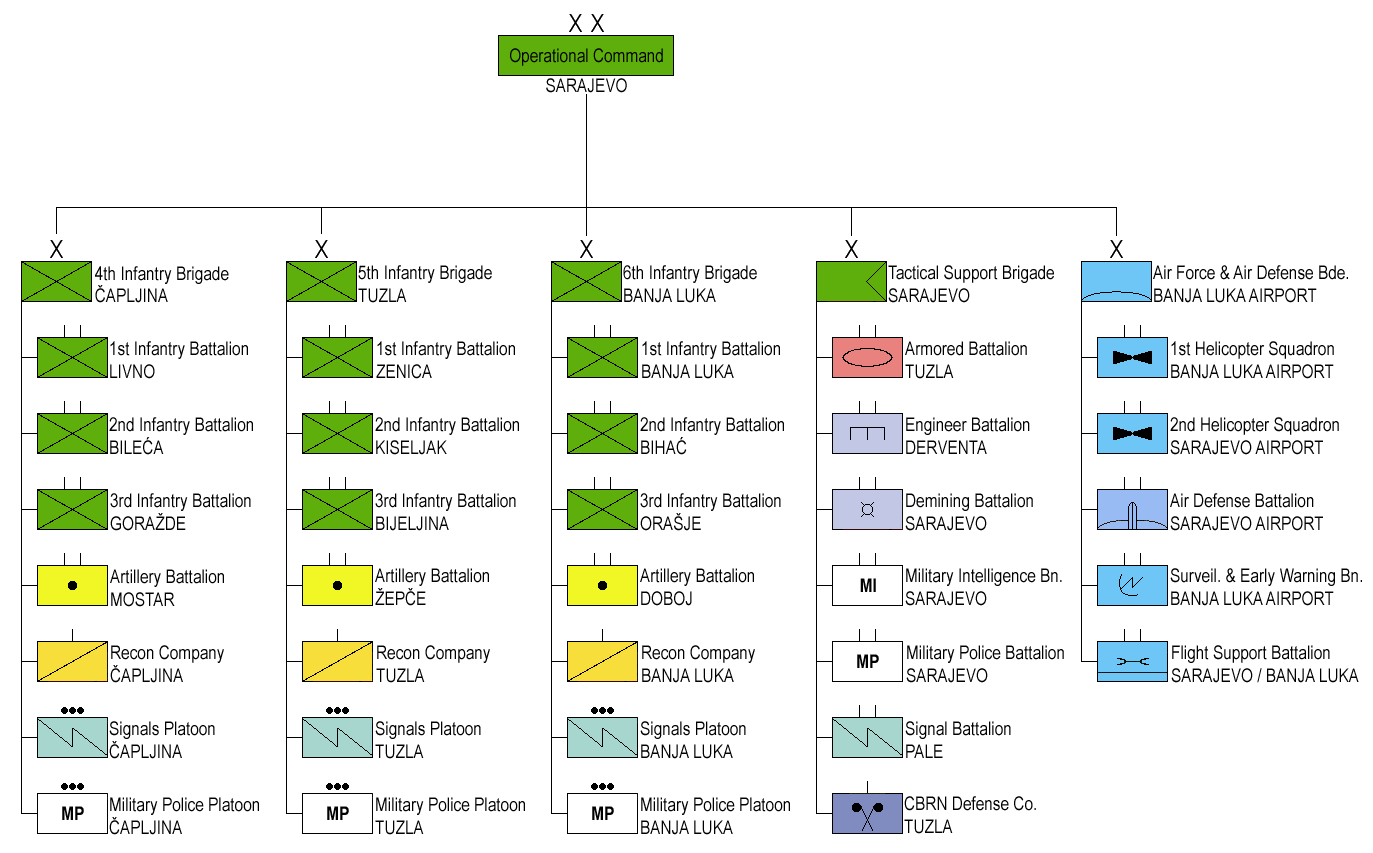
OrBat del Comando operativo

| Nome              | Quartier Generale | Informazione                                                                   | Capo          |
| ----------------- | ----------------- | ------------------------------------------------------------------------------ | ------------- |
| Comando Operativo | Sarajevo          | Il centro di comando principale delle Forze armate della Bosnia ed Erzegovina. | Senad Mašović |

### Brigate sotto il controllo del Comando Operativo
| Nome                               | Quartier Generale   | Informazioni | Capo          |
| ---------------------------------- | ------------------- | --- | ------------- |
|                                    |                     | Tutti i battaglioni, i plotoni, gli squadroni e le compagnie sono al comando del comandante delle Brigate più vicino nella loro zona. Le brigate sono multinazionali (oltre il 50% bosniaci, il 30% serbi, il 15% croati e circa il 4% di altri gruppi etnici).                                                           |               |
| 4ª Brigata fanteria                | Čapljina            | - Brigata di fanteria multinazionale (Čapljina) - Battaglione di fanteria croato (Livno) - Battaglione di fanteria bosniaco (Goražde) - Battaglione di fanteria serbo (Bileća) - Battaglione d'artiglieria (Mostar) - Compagnia d'esplorazione - Plotone delle comunicazioni - Plotone di polizia militare                | Zdravko Rezo  |
| 5ª Brigata fanteria                | Tuzla               | - Brigata di fanteria multinazionale (Tuzla) - Battaglione di fanteria bosniaco (Tuzla) - Battaglione di fanteria serbo (Bijeljina) - Battaglione di fanteria croato (Kiseljak) - Battaglione d'artiglieria (Žepče) - Compagnia d'esplorazione - Plotone delle comunicazioni - Plotone di polizia militare                | Emir Kliko    |
| 6ª Brigata fanteria                | Banja Luka          | - Brigata di fanteria multinazionale (Banja Luka) - Battaglione di fanteria serbo (Banja Luka) - Battaglione di fanteria croato (Orašje) - Battaglione di fanteria bosniaco (Bihać) - Battaglione d'artiglieria (Doboj) - Compagnia d'esplorazione - Plotone delle comunicazioni - Plotone di polizia militare            | Radovan Jović |
| Brigata di Supporto tattico        | Sarajevo            | - Brigata di Supporto tattico (Sarajevo) - Battaglione corazzato (Tuzla) - Battaglione del Genio (Derventa) - Battaglione d'intelligence militare (Sarajevo) - Battaglione di polizia militare (Sarajevo) - Battaglione di sminamento (Sarajevo) - Compagnia delle comunicazioni (Pale) - Compagnia di difesa NBC (Tuzla) | Amir Čorbo    |
| Brigata Aeronautica e Difesa Aerea | Sarajevo Banja Luka | - Brigata Aeronautica e Difesa Aerea - 1º Squadrone elicotteri (Banja Luka) - 2º Squadrone elicotteri (Sarajevo) - Battaglione Difesa Aerea (Sarajevo) - Battaglione Allarme rapido & Sorveglianza (Banja Luka) - Battaglione di Supporto Aereo (Sarajevo, Banja Luka)                                                    |               |

### Brigate sotto il controllo del Comando di Supporto
| Nome                  | Quartier Generale | Informazione |  |
| --------------------- | ----------------- | --- |  |
| Comando del Personale | Banja Luka        | - Comando addestramento e dottrina (Travnik) - Centro d'addestramento di combattimento (Manjača) - Battaglione meccanizzato corazzato - Centro di simulazione di combattimento (Manjača) - Centro di sviluppo professionale (Pazarić) - Scuola ufficiali - Scuola sottufficiali - Scuola polizia militare - Centro lingue straniere |  |
| Comando Logistico     | Travnik Doboj     | - Centro per il controllo di movimento - Centro della gestione del materiale - Base logistica principale (Doboj e Sarajevo) - 1º Battaglione di supporto logistico - 2º Battaglione di supporto logistico - 3º Battaglione di supporto logistico - 4º Battaglione di supporto logistico - 5º Battaglione di supporto logistico      |  |

All'interno delle forze armate ci sono una serie di servizi. Questi includono un servizio tecnico, un servizio di tecnologia aerea, un servizio di polizia militare, un servizio della comunicazione, il servizio sanitario, un servizio dei veterani, il servizio civile, il servizio finanziario, il servizio informazioni, il servizio giuridico, il servizio religioso e un servizio musicale.

## Uniformi ed Insegne
Le forze armate della Bosnia ed Erzegovina vennero unificate nel 2005 e a quel tempo avevano bisogno di una divisa per l'esercito appena fondato. Il MARPAT venne designato come futura uniforme mimetica delle OSBiH.

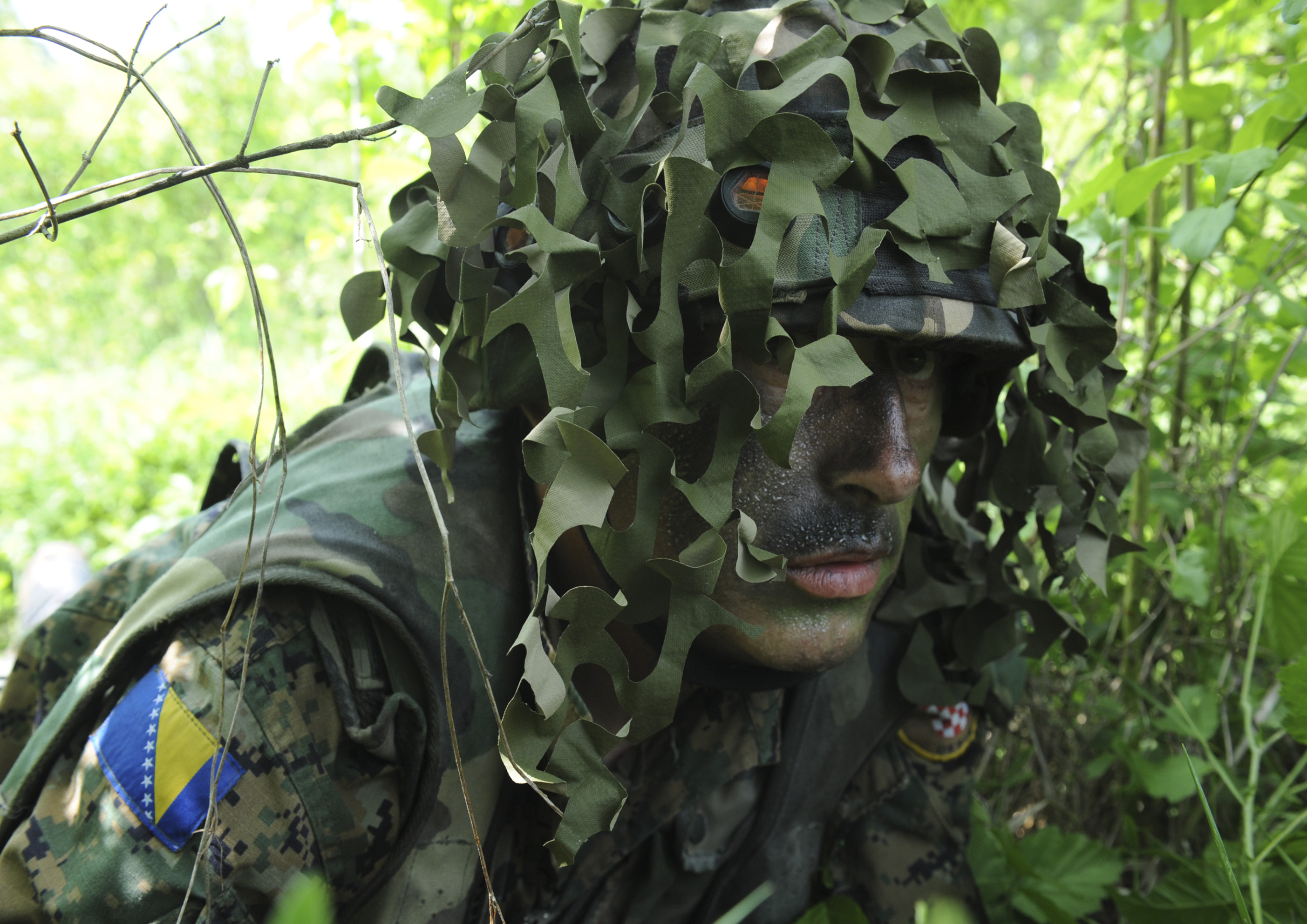
Un soldato osserva una posizione nemica durante l'esercitazione Immediate Response 2012 a Slunj.

L'insegna si trova sui cappelli o berretti militari, sulla spalla destra e su quella sinistra della divisa di tutti i soldati delle forze armate. Tutti, tranne i generali, indossano distintivi sui loro cappelli o berretti sia con il distintivo delle forze terrestri sia con il distintivo dell'aeronautica. I generali indossano un distintivo con lo stemma della Bosnia circondato da rami e da due spade. Tutti i soldati delle forze armate hanno sulla loro spalla destra una bandiera della Bosnia ed Erzegovina. Tutti i membri dei 3 reggimenti indossano le insegne del loro reggimento sulla spalla sinistra. Ci sono altre insegne, di brigate o di altre istituzioni indossati sotto le insegne del reggimento. Il nome dei soldati è portato sulla parte sinistra del petto, mentre il nome di "Forze Armate della Bosnia ed Erzegovina" è portato sulla parte destra del petto.

### Gradi militari (2006–presente)
|  |  |  |

|  |  |  |

|  |  |  |

|  |  |  |  |  |

|  |  |  |

|  |  |  |  |

## Armi

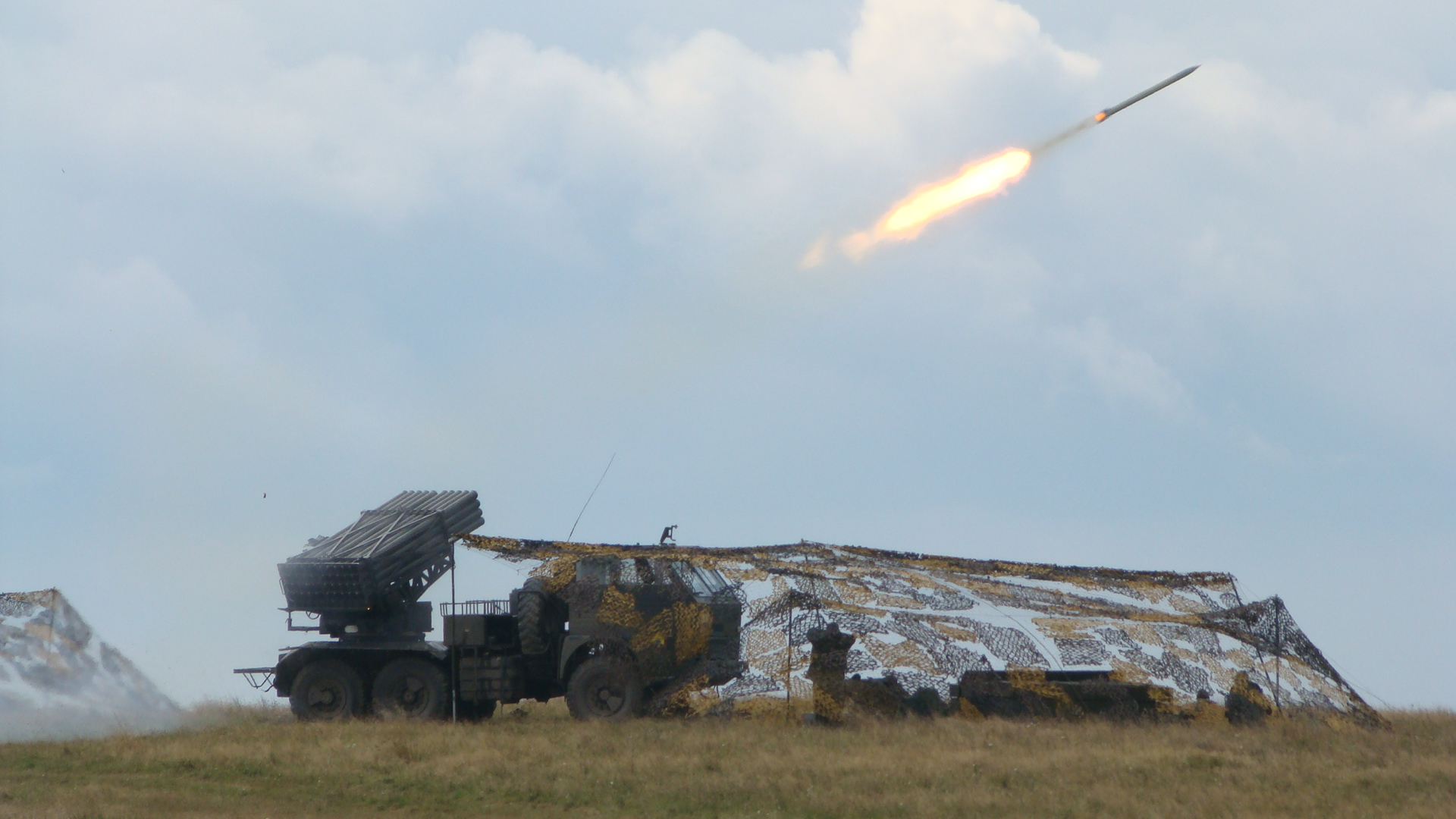
Le forze armate della Bosnia ed Erzegovina hanno 36 lanciatori da 40 colpi APR-40 rumeni.

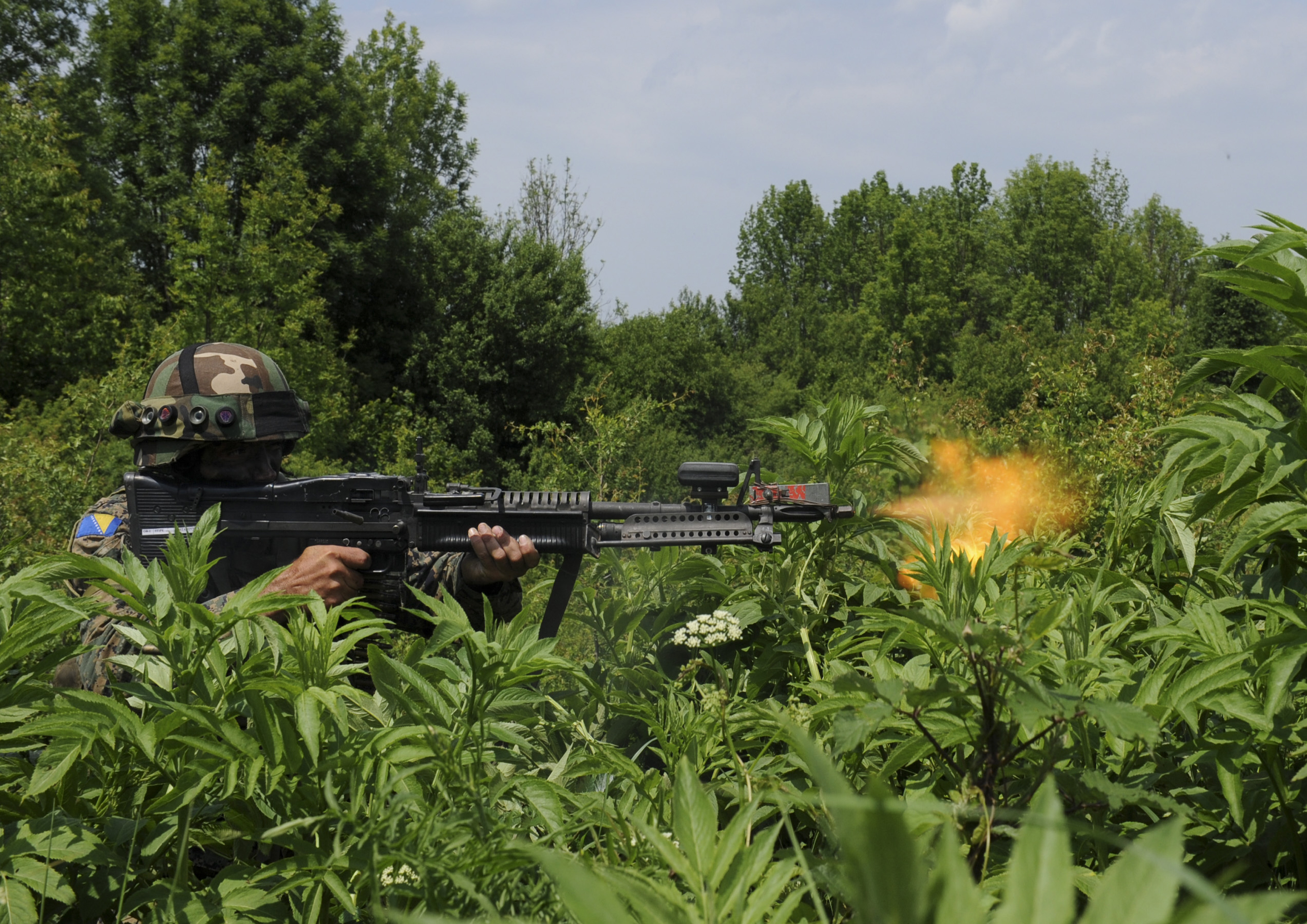
Un mitragliere dell'OSBiH, apre il fuoco di soppressione durante un'imboscata, Situational Training Exercise During Immediate Response 2012.

### Armi leggere
| Nome               | Origine          | Tipo                           | Variante                                  | Note                                    |
| ------------------ | ---------------- | ------------------------------ | ----------------------------------------- | --------------------------------------- |
| Zastava CZ 99      | Jugoslavia       | Pistola                        |                                           | Pistola standard                        |
| M16                | Stati Uniti      | Fucile d'assalto               | M16A4, M16A1                              | Fucile standard                         |
| M4                 | Stati Uniti      | Fucile d'assalto               | M4A1, M4A2                                | Carabina standard                       |
| FN SCAR            | Belgio           | Fucile d'assalto               | SCAR-L                                    | Usato dalle forze speciali              |
| T91                | Taiwan           | Fucile d'assalto               | T-91                                      | Usato dalle forze speciali              |
| Heckler & Koch G36 | Germania         | Fucile d'assalto               | G36E                                      |                                         |
| Zastava M70        | Jugoslavia       | Fucile d'assalto               | M-70AB3, M-70A, M-70B1N, M-70AB2N, M-70A1 |                                         |
| MP5                | Germania         | Pistola mitragliatrice         | M5, MP5A5, MP5KA1, MP5SFA2, MP5SFA3       |                                         |
| M60                | Stati Uniti      | Mitragliatrice ad uso generale | M60E3, M60E4, M60E6                       | Mitragliatrice ad uso generale standard |
| Browning M2        | Stati Uniti      | Mitragliatrice pesante         | M2HB, M2HB-QCB                            |                                         |
| M240               | Stati Uniti      | Mitragliatrice ad uso generale |                                           |                                         |
| Zastava M84        | Jugoslavia       | Mitragliatrice ad uso generale | M84, M86                                  |                                         |
| Ultimax 100        | Singapore        | Mitragliatrice leggera         | Mark 3/3A, Mark 2                         |                                         |
| M249               | Stati Uniti      | Mitragliatrice leggera         | M249 PIP                                  |                                         |
| Zastava M72        | Jugoslavia       | Mitragliatrice leggera         | M72B1, M72                                |                                         |
| DŠK                | Unione Sovietica | Mitragliatrice pesante         | DŠK, DŠKM, Type 54                        |                                         |
| NSV                | Unione Sovietica | Mitragliatrice pesante         |                                           |                                         |

### Corazzati

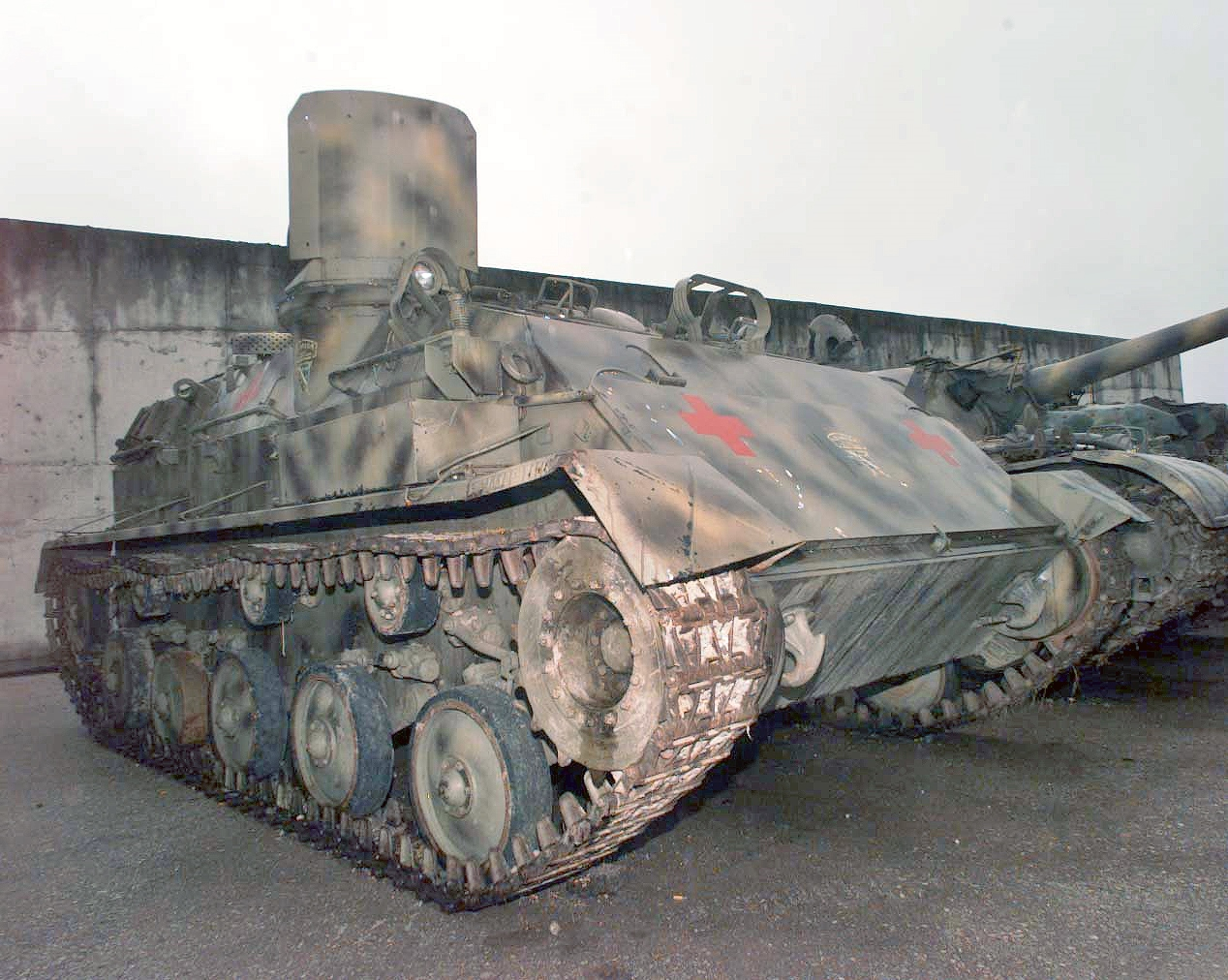
Un BVP M-60P delle forze armate della Bosnia ed Erzegovina

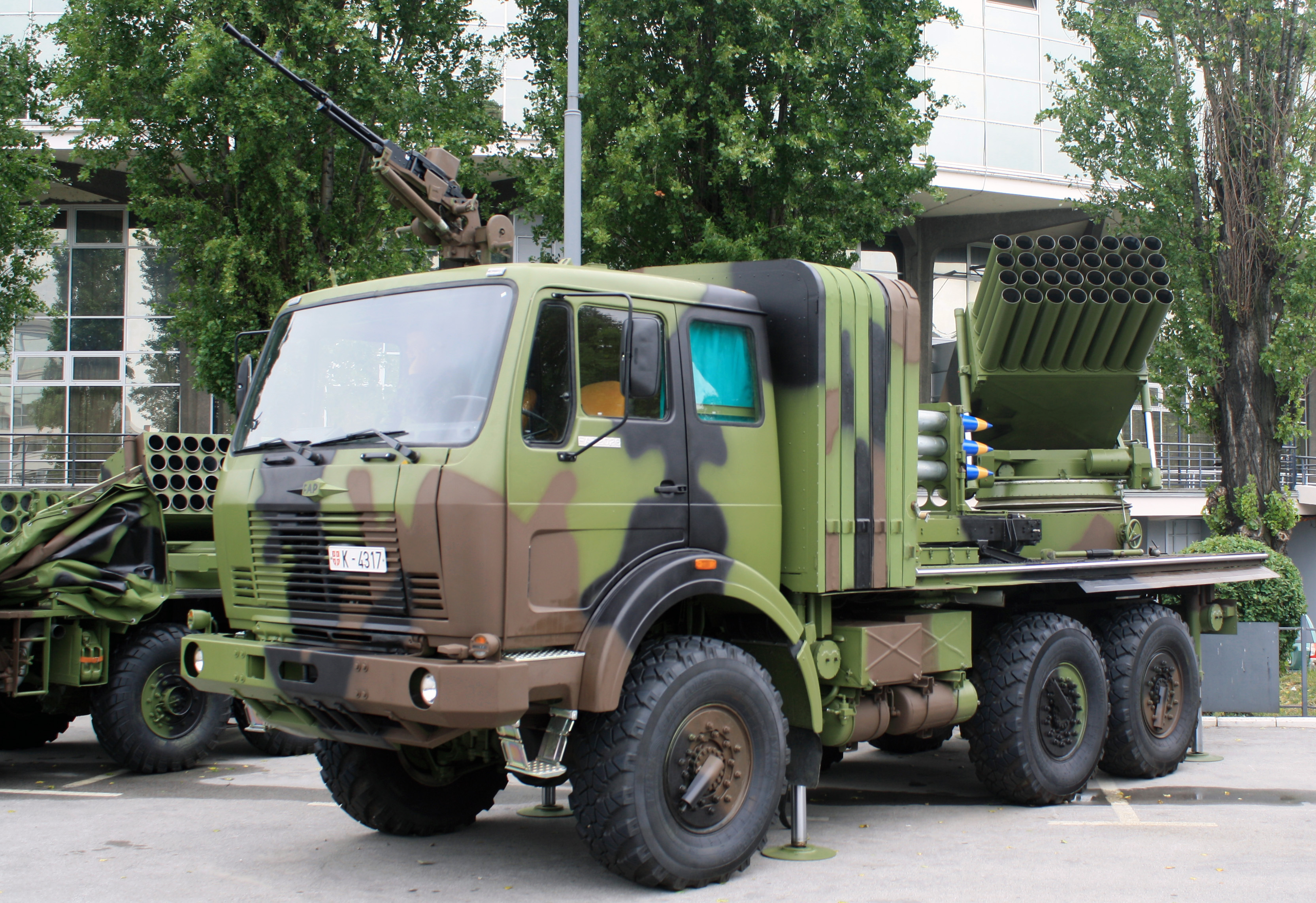
Un M77 simile a questo è utilizzato dalla Bosnia-Erzegovina

| Nome                    | Origine              | Tipo                                    | In servizio                     | Note                                                                                               |                 |                 |
| Mezzi corazzati         | Mezzi corazzati      | Mezzi corazzati                         | Mezzi corazzati                 | Mezzi corazzati                                                                                    | Mezzi corazzati | Mezzi corazzati |
| ----------------------- | -------------------- | --------------------------------------- | ------------------------------- | -------------------------------------------------------------------------------------------------- | --------------- | --------------- |
| M-84                    | Jugoslavia           | Carro armato da combattimento           | 71                              | |                 |                 |
| AMX-30S                 | Francia              | Carro armato da combattimento           | 50                              | 50 unità donate dagli EAU nel 1997. 36 in servizio, gli altri in stoccaggio come parti di ricambio |                 |                 |
| M60A3                   | Stati Uniti          | Carro armato da combattimento           | 45                              | Programma di aiuto statunitense del 1996 – addestramento incluso                                   |                 |                 |
| T-54/55                 | Unione Sovietica     | Carro armato da combattimento           | 142 T-55, 12 T-54               | 10 di questi sono di seconda mano dall'Egitto                                                      |                 |                 |
| Type 92                 | Cina                 | Veicolo anti-corazzato                  | 10                              | |                 |                 |
| AML 60/90               | Francia              | Autoblindo                              | 10                              | |                 |                 |
| Humvee                  | Stati Uniti          | Autoblindo leggera                      | 69                              | |                 |                 |
| AMX-10P                 | Francia              | Veicolo da combattimento della fanteria | 25                              | |                 |                 |
| BVP M-80A               | Jugoslavia           | Veicolo da combattimento della fanteria | 103                             | |                 |                 |
| M113                    | Stati Uniti          | APC                                     | 80                              | Aiuto statunitense                                                                                 |                 |                 |
| BOV 3/30/VP /M          | Jugoslavia           | APC                                     | 3 (BOV 3) 49 (30) 39 (VP) 8 (M) | |                 |                 |
| BTR-50PK                | Unione Sovietica     | APC                                     | 2                               | |                 |                 |
| BTR-70                  | Unione Sovietica     | APC                                     | 3                               | |                 |                 |
| Artiglieria             |                      |                                         |                                 | |                 |                 |
| D-30/D-30J              | Unione Sovietica     | Obice                                   | 258                             | 12 di questi sono di seconda mano dall'Egitto                                                      |                 |                 |
| D-20/M84 NORA           | Unione Sovietica     | Cannone-obice                           | 13 (D-20) 15 (M84)              | 12 di questi sono di seconda mano dall'Egitto                                                      |                 |                 |
| M-46/M-82               | Unione Sovietica     | Cannone da campagna                     | 61 (M-46) 13 (M-82)             | 12 di questi sono di seconda mano dall'Egitto                                                      |                 |                 |
| M2A1                    | Stati Uniti          | Obice                                   | 24                              | |                 |                 |
| M-56                    | Bosnia ed Erzegovina | Obice                                   | 101                             | |                 |                 |
| M114A1/114A2            | Stati Uniti          | Obice                                   | 126                             | Programma di aiuto statunitense del 1997 – addestramento incluso                                   |                 |                 |
| M1                      | Stati Uniti          | Cannone da campagna                     | 78                              | |                 |                 |
| T-12/MT-12              | Unione Sovietica     | Cannone anticarro                       | 42 (T-12), 70 MT-12             | |                 |                 |
| L118                    | Regno Unito          | Cannone da campagna                     | 36                              | |                 |                 |
| Semoventi d'artiglieria |                      |                                         |                                 | |                 |                 |
| 2S1 Gvozdika            | Unione Sovietica     | Obice semovente                         | 24                              | |                 |                 |
| ZSU-57-2                | Unione Sovietica     | Semovente antiaereo                     | 33                              | |                 |                 |
| MLRS                    |                      |                                         |                                 | |                 |                 |
| Type 63                 | Cina                 | Lanciarazzi multiplo                    | 28                              | |                 |                 |
| BM-21 Grad              | Unione Sovietica     | Lanciarazzi multiplo                    | 1 (BM-21), 36 (APR-40)          | |                 |                 |
| M-63 Plamen             | Jugoslavia           | Lanciarazzi multiplo                    | 23                              | |                 |                 |
| M-77 Oganj              | Jugoslavia           | Lanciarazzi multiplo                    | 20                              | |                 |                 |
| M-91 (128mm)            |                      | Lanciarazzi multiplo                    | 35                              | |                 |                 |